# 1946
Il 1946 (MCMXLVI in numeri romani) è un anno  del XX secolo.

## Eventi
- All'inizio dell'anno, 100.000 soldati statunitensi si trovano ancora in Cina, a sostegno delle forze nazionaliste di Chiang Kai-shek. Il loro compito è ufficialmente quello di disarmare e rimpatriare i soldati giapponesi dispersi sul territorio cinese, ma molto spesso questi stessi giapponesi combattono a fianco degli americani contro le forze comuniste. Come scrisse il presidente Harry S. Truman: «Era perfettamente chiaro per tutti noi che se avessimo detto ai giapponesi di deporre immediatamente le armi e di abbandonare le loro postazioni, l'intero paese sarebbe stato conquistato dai comunisti. Per questo dovemmo prendere l'insolita decisione di utilizzare le unità nemiche come forze di guarnigione finché non fummo in grado di trasportare per via aerea le truppe nazionaliste nella Cina meridionale e di inviare i marine a presidiare i porti del paese». (Harry S. Truman, Memorie, Milano, Mondadori, 1956)
- In Uganda viene fondato il partito Bataka, il cui programma comprende la richiesta di terra per i contadini e i diritti di cittadinanza per i neri. Tali esponenti però non avranno più libero accesso alle chiese.

### Gennaio
- 1º gennaio
  - Italia: gli alleati restituiscono al Governo italiano la giurisdizione sulle regioni dell'Italia Settentrionale.
  - L'Imperatore Hirohito del Giappone nega il carattere sacro della sua persona.
  - Viene nazionalizzata la compagnia che diventerà Air France con il nome Société Nationale Air France.
- 6 gennaio – si conclude a Roma il V Congresso del Partito Comunista Italiano, guidato da Palmiro Togliatti, in netta crescita di consensi. Era iniziato il 29 dicembre 1945.
- 10 gennaio
  - Londra: prima riunione dell'Assemblea generale delle Nazioni Unite, con i rappresentanti di 51 stati.
  - Budapest: viene fucilato per alto tradimento l'ex primo ministro ungherese László Bárdossy.
  - Per la prima volta vengono rilevati segnali radar riflessi dalla superficie lunare.
- 11 gennaio – nasce la Repubblica popolare di Albania.
- 17 gennaio – prima riunione a Londra del Consiglio di Sicurezza delle Nazioni Unite.
- 24 gennaio – Francia: si dimette il presidente del consiglio Charles de Gaulle. Sarà sostituito da Félix Gouin.
- 31 gennaio – la Jugoslavia adotta la nuova costituzione federale, sul modello di quella sovietica. Si costituiscono le repubbliche socialiste di Bosnia ed Erzegovina, Croazia, Macedonia, Montenegro, Serbia e Slovenia.

### Febbraio
- 18 febbraio – Città del Vaticano: Grande concistoro per la creazione di nuovi cardinali da parte di Pio XII, il primo dopo quasi dieci anni dall'ultimo effettuato da papa Pio XI.
- 19 febbraio – Alan Turing propone la costruzione dell'Automatic Computing Engine, il primo computer programmabile sviluppato nel Regno Unito.
- 24 febbraio – Juan Peron è nominato presidente dell'Argentina.

### Marzo
- 2 marzo – Ho Chi Minh è eletto presidente del Vietnam del Nord.
- 5 marzo – Fulton, Stati Uniti: Winston Churchill pronuncia il celebre discorso della "cortina di ferro".
- 9 marzo – Inghilterra: durante un incontro di calcio nello stadio Burnden Park di Bolton, tra la squadra locale Bolton Wanderers e lo Stoke City, crolla un parapetto. Muoiono 33 persone, centinaia i feriti.

### Aprile
- 18 aprile – viene ufficialmente sciolta la Società delle Nazioni, nata nel 1919. La sua ultima riunione si era svolta nel dicembre 1939, dopo lo scoppio della seconda guerra mondiale.
- 23 aprile – la Piaggio deposita un brevetto per "motocicletta a complesso razionale di organi ed elementi con telaio combinato con parafanghi e cofano ricoprenti tutta la parte meccanica": nasce la Vespa Piaggio.

### Maggio
- 2 maggio – Alcatraz: sei carcerati provocano una rivolta, conosciuta come Battaglia di Alcatraz, nell'omonimo penitenziario; il detenuto Bernard Coy e due guardie sono i primi che perdono la vita.
- 3 maggio – Giappone: si apre a Tokyo il processo contro i criminali di guerra giapponesi. Si concluderà, dopo 417 udienze, il 12 novembre 1948.
- 4 maggio – termina la rivolta nel penitenziario di Alcatraz; i detenuti Marvin Hubbard e Joseph Cretzer vengono uccisi in una sparatoria, mentre i detenuti Clarence Carnes, Sam Shockley e Miran Thompson vengono arrestati ed interrogati.
- 7 maggio – il Corriere della Sera riprende ad uscire in edicola.
- 9 maggio
  - Il Re d'Italia Vittorio Emanuele III di Savoia abdica a favore del figlio Umberto II.
  - Escono i primi numeri delle riviste Oggi, Grand Hotel e Confidenze.
- 22 maggio – nasce il regno di Transgiordania; la corona è affidata all'emiro ʿAbd Allāh.
- 25 maggio – la Giordania riceve l'indipendenza dal Regno Unito.

### Giugno
- 1º giugno – Romania: condannato da un tribunale popolare, viene fucilato Ion Antonescu, conducător romeno nel secondo conflitto mondiale.
- 2-3 giugno – Italia: si vota per il referendum istituzionale tra monarchia e repubblica (10.719.284 voti contro 12.717.923 per la repubblica. Le schede dichiarate non valide furono 1.509.735).
- 6 giugno – nasce la Basketball Association of America (BAA) che diventerà in futuro la NBA.
- 12 giugno – la Lega araba, per porre fine alle divisioni tra i paesi arabi (soprattutto Egitto e il nuovo regno transgiordano) in merito alla questione palestinese, approva la formazione di un Alto Comitato arabo della Palestina, presieduto dal muftì di Gerusalemme Haj Amin al-Husseini, campione di antisionismo ed esiliato dai britannici in seguito alla rivolta anti-ebraica di Gerusalemme del 1920. Per la prima volta i paesi arabi riconoscono l'esistenza del problema politico dei Palestinesi.
- 13 giugno – Umberto II di Savoia lascia l'Italia (ma non abdica).
- 22 giugno – il nuovo governo provvisorio italiano (ministro della giustizia è Palmiro Togliatti) concede l'amnistia generale per i reati politici (amnistia Togliatti). Sono rinviati a giudizio solo i detenuti per gravi reati di sangue.

### Luglio
- 22 luglio – l'Irgun (l'Organizzazione Militare Nazionale del movimento sionista in Palestina) compie un attentato terroristico a Gerusalemme, facendo esplodere una bomba nel King David Hotel, quartier generale dell'amministrazione civile e militare inglese; muoiono novantuno persone.
- 25 luglio – USA: Dean Martin e Jerry Lewis si esibiscono per la prima volta in coppia.

### Settembre
- 15 settembre – dopo il referendum, nasce la Repubblica popolare di Bulgaria.
- 30 settembre – il tribunale di Norimberga emana 20 condanne a morte contro i criminali di guerra nazisti.

### Ottobre
- 1º ottobre – Lancelot Lionel Ware e Roland Berrill fondano il MENSA, l'organizzazione per persone con QI più alto del mondo.
- 16 ottobre – Esecuzione delle sentenze di condanna per impiccagione dei gerarchi nazisti processati a Norimberga.

### Novembre
- 8 novembre – ad Haiphong, nel Vietnam settentrionale, scoppia una rivolta contro le truppe francesi. L'incrociatore Suffren apre il fuoco, causando la morte di 6.000 persone.

### Dicembre
- 14 dicembre – l'Assemblea generale delle Nazioni Unite vota per stabilire il proprio quartier generale a New York.
- 22 dicembre – Papa Pio XII, dopo l'affermazione elettorale delle sinistre nella Capitale, si scaglia con esplicita veemenza contro le forze della Sinistra e l'Unione Sovietica.
- 31 dicembre – il presidente Harry Truman proclama ufficialmente la fine delle ostilità degli Stati Uniti nella seconda guerra mondiale.

## Nati
Ci sono circa 3 380 voci su persone nate nel 1946; vedi la pagina Nati nel 1946 per un elenco descrittivo o la categoria Nati nel 1946 per un indice alfabetico.

## Morti
Ci sono circa 830 voci su persone morte nel 1946; vedi la pagina Morti nel 1946 per un elenco descrittivo o la categoria Morti nel 1946 per un indice alfabetico.

## Calendario
| Calendario 1946 | Calendario 1946 | Calendario 1946 | Calendario 1946 | Calendario 1946 | Calendario 1946 | Calendario 1946 | Calendario 1946 | Calendario 1946 | Calendario 1946 | Calendario 1946 | Calendario 1946 | Calendario 1946 | Calendario 1946 | Calendario 1946 | Calendario 1946 | Calendario 1946 | Calendario 1946 | Calendario 1946 | Calendario 1946 | Calendario 1946 | Calendario 1946 | Calendario 1946 | Calendario 1946 | Calendario 1946 | Calendario 1946 | Calendario 1946 | Calendario 1946 | Calendario 1946 | Calendario 1946 | Calendario 1946 | Calendario 1946 | Calendario 1946 |
| --------------- | --------------- | --------------- | --------------- | --------------- | --------------- | --------------- | --------------- | --------------- | --------------- | --------------- | --------------- | --------------- | --------------- | --------------- | --------------- | --------------- | --------------- | --------------- | --------------- | --------------- | --------------- | --------------- | --------------- | --------------- | --------------- | --------------- | --------------- | --------------- | --------------- | --------------- | --------------- | --------------- |
|                 | 1               | 2               | 3               | 4               | 5               | 6               | 7               | 8               | 9               | 10              | 11              | 12              | 13              | 14              | 15              | 16              | 17              | 18              | 19              | 20              | 21              | 22              | 23              | 24              | 25              | 26              | 27              | 28              | 29              | 30              | 31              |                 |
| Gennaio         | Ma              | Me              | Gi              | Ve              | Sa              | Do              | Lu              | Ma              | Me              | Gi              | Ve              | Sa              | Do              | Lu              | Ma              | Me              | Gi              | Ve              | Sa              | Do              | Lu              | Ma              | Me              | Gi              | Ve              | Sa              | Do              | Lu              | Ma              | Me              | Gi              |                 |
| Febbraio        | Ve              | Sa              | Do              | Lu              | Ma              | Me              | Gi              | Ve              | Sa              | Do              | Lu              | Ma              | Me              | Gi              | Ve              | Sa              | Do              | Lu              | Ma              | Me              | Gi              | Ve              | Sa              | Do              | Lu              | Ma              | Me              | Gi              |                 |                 |                 |                 |
| Marzo           | Ve              | Sa              | Do              | Lu              | Ma              | Me              | Gi              | Ve              | Sa              | Do              | Lu              | Ma              | Me              | Gi              | Ve              | Sa              | Do              | Lu              | Ma              | Me              | Gi              | Ve              | Sa              | Do              | Lu              | Ma              | Me              | Gi              | Ve              | Sa              | Do              |                 |
| Aprile          | Lu              | Ma              | Me              | Gi              | Ve              | Sa              | Do              | Lu              | Ma              | Me              | Gi              | Ve              | Sa              | Do              | Lu              | Ma              | Me              | Gi              | Ve              | Sa              | Do              | Lu              | Ma              | Me              | Gi              | Ve              | Sa              | Do              | Lu              | Ma              |                 |                 |
| Maggio          | Me              | Gi              | Ve              | Sa              | Do              | Lu              | Ma              | Me              | Gi              | Ve              | Sa              | Do              | Lu              | Ma              | Me              | Gi              | Ve              | Sa              | Do              | Lu              | Ma              | Me              | Gi              | Ve              | Sa              | Do              | Lu              | Ma              | Me              | Gi              | Ve              |                 |
| Giugno          | Sa              | Do              | Lu              | Ma              | Me              | Gi              | Ve              | Sa              | Do              | Lu              | Ma              | Me              | Gi              | Ve              | Sa              | Do              | Lu              | Ma              | Me              | Gi              | Ve              | Sa              | Do              | Lu              | Ma              | Me              | Gi              | Ve              | Sa              | Do              |                 |                 |
| Luglio          | Lu              | Ma              | Me              | Gi              | Ve              | Sa              | Do              | Lu              | Ma              | Me              | Gi              | Ve              | Sa              | Do              | Lu              | Ma              | Me              | Gi              | Ve              | Sa              | Do              | Lu              | Ma              | Me              | Gi              | Ve              | Sa              | Do              | Lu              | Ma              | Me              |                 |
| Agosto          | Gi              | Ve              | Sa              | Do              | Lu              | Ma              | Me              | Gi              | Ve              | Sa              | Do              | Lu              | Ma              | Me              | Gi              | Ve              | Sa              | Do              | Lu              | Ma              | Me              | Gi              | Ve              | Sa              | Do              | Lu              | Ma              | Me              | Gi              | Ve              | Sa              |                 |
| Settembre       | Do              | Lu              | Ma              | Me              | Gi              | Ve              | Sa              | Do              | Lu              | Ma              | Me              | Gi              | Ve              | Sa              | Do              | Lu              | Ma              | Me              | Gi              | Ve              | Sa              | Do              | Lu              | Ma              | Me              | Gi              | Ve              | Sa              | Do              | Lu              |                 |                 |
| Ottobre         | Ma              | Me              | Gi              | Ve              | Sa              | Do              | Lu              | Ma              | Me              | Gi              | Ve              | Sa              | Do              | Lu              | Ma              | Me              | Gi              | Ve              | Sa              | Do              | Lu              | Ma              | Me              | Gi              | Ve              | Sa              | Do              | Lu              | Ma              | Me              | Gi              |                 |
| Novembre        | Ve              | Sa              | Do              | Lu              | Ma              | Me              | Gi              | Ve              | Sa              | Do              | Lu              | Ma              | Me              | Gi              | Ve              | Sa              | Do              | Lu              | Ma              | Me              | Gi              | Ve              | Sa              | Do              | Lu              | Ma              | Me              | Gi              | Ve              | Sa              |                 |                 |
| Dicembre        | Do              | Lu              | Ma              | Me              | Gi              | Ve              | Sa              | Do              | Lu              | Ma              | Me              | Gi              | Ve              | Sa              | Do              | Lu              | Ma              | Me              | Gi              | Ve              | Sa              | Do              | Lu              | Ma              | Me              | Gi              | Ve              | Sa              | Do              | Lu              | Ma              |                 |

## Premi Nobel
In quest'anno sono stati conferiti i seguenti Premi Nobel:
- per la Pace: Emily Greene Balch, John Raleigh Mott
- per la Letteratura: Hermann Hesse
- per la Medicina: Hermann Joseph Muller
- per la Fisica: Percy Williams Bridgman
- per la Chimica: John Howard Northrop, Wendell Meredith Stanley, James Batcheller Sumner